# Brachyotum maximowiczii
Brachyotum maximowiczii är en tvåhjärtbladig växtart som beskrevs av Célestin Alfred Cogniaux. Brachyotum maximowiczii ingår i släktet Brachyotum och familjen Melastomataceae. Inga underarter finns listade i Catalogue of Life.